# Andrij Plachotnjuk
Andrij Mykolajovitj Plachotnjuk (ukrainska: Андрій Миколайович Плахотнюк), född 1 augusti 1975 i Charkiv, i dåvarande Ukrainska SSR, är en ukrainsk diplomat och Ukrainas extraordinarie och befullmäktigade ambassadör i Sverige sedan 2020.

## Biografi
Plachotnjuk föddes den 1 augusti 1975 i staden Charkiv. År 1997 tog han examen från Institutet för orientaliska studier och internationella relationer "Charkivs kollegium" . Han talar engelska, ryska, kinesiska och japanska.
Sedan 1997 har han varit i diplomatisk tjänst vid Ukrainas utrikesministerium. Plachotnjuk ledde utrikesministeriets avdelning för ryska hot, och arbetade tidigare som rådgivare vid den ukrainska ambassaden i Kina.  Direktör för den sjätte territoriella avdelningen vid Ukrainas utrikesministerium. Han var ansvarig för Minsk-samtalen på uppdrag av Ukrainas utrikesministerium.
Sedan 21 september 2020 är Andrij Plachotnjuk Ukrainas extraordinarie och befullmäktigade ambassadör i Sverige. Plachotnjuk tid på ämbetet har till stor del präglats av Rysslands invasion av Ukraina 2022. I juli 2022 mottog han Nordstjärneorden av utrikesminister Ann Linde efter beslut av kung Carl XVI Gustaf på förslag av utrikesdepartementet för sitt arbete i att vårda de svensk-ukrainska relationerna.

## Utmärkelser
- Kommendör 1:a klass av Kungl. Nordstjärneorden, 6 juli 2022 – med hänsyn till det sätt varpå han vårdar de svensk-ukrainska relationerna under rådande läge.[8]
- Ukrainas förtjänstorden av tredje graden, 22 december 2021 – för betydande personliga bidrag till att stärka det internationella samarbetet i Ukraina, många år av fruktbar diplomatisk verksamhet och hög professionalism.